# Akicušima
Akicušima (japonsky 秋津洲) byl nosič hydroplánů japonského císařského námořnictva. Ve službě byl v letech 1942–1944. Účastnil se druhé světové války, ve které byl roku 1944 potopen americkými letadly.

## Stavba
Plavidlo postavila loděnice Kawasaki v Kobe. Stavba byla zahájena 29. října 1940, na vodu byla loď spuštěna 25. července 1941 a dne 29. dubna 1942 byla přijata do služby. Stavba sesterské lodě Čihaja a dalších tří plánovaných jednotek byla zrušena.

## Konstrukce
Výzbroj tvořily čtyři 127mm kanóny typu 89 a čtyři 25mm kanóny typu 96 (později byl jejich počet dále zvýšen). Nesen byl jeden velký hydroplán Kawaniši H8K. K manipulaci s ním sloužil jeřáb. Pohonný systém tvořily čtyři diesely o výkonu 8000 k, které poháněly dva lodní šrouby. Nejvyšší rychlost dosahovala 19 uzlů.

## Služba
Dne 24. září 1944 byla poblíž ostrova Coron v souostroví Palawan na Filipínách potopena americkými palubními letadly ze skupiny TF 38.